# Жеро I д’Арманьяк
Жеро I Транкалеон (умер в 1020) — граф д’Арманьяк (995—1020), сын Бернара I, графа д’Арманьяка.

## Биография
Своё прозвище — фр. Trancaléon или Tranche-Lion, которое можно условно перевести как Подобный Льву — Жеро I получил за свою воинскую доблесть, но сейчас установить, в чём она проявлялась, не представляется возможным. Тем не менее, это имя стало нарицательным среди потомков Жеро I, и их ближайших родственников из дома де Ломань.
Имя первой жены Жеро I не известно. Второй раз, в 1010 году, когда ему было около 55 лет, он женился на Адалаисе Аквитанской, дочери герцога Аквитании и графа Пуатье Гильома V Великого и его второй жены, Бриски, наследнице герцогства Гасконь.
Из его детей точно известен Бернар II Тюмапалер, который ему наследовал.
Что касается других детей, то сведения о них весьма разнообразны:
- чаще всего упоминается Галдис, виконтесса де Корнейа (фр. Corneilhas), жена Адемара де Полестрона, но некоторые исследователи, в частности Z. Baqué, говорит о сыне Жеро I от первого брака, получившем от отца виконтство Корнейан (фр. Corneillan).
- Знаменитый отец Ансельм[2], не упоминая о вышеперечисленных, говорит о:
  - Брашете д’Арманьяк, жене некоего сеньора де Ла Форса (ссылка на Ойенара)
  - Аделаис д’Арманьяк, жене Гастона III, виконта Беарна, а затем жене Роже, виконта Брюлуа (ссылка на де Марка).
- Некоторые исследователи к Галдис и Аделаис добавляют
  - Жанну, жену Робера де Перюсса.
- Аббат Монлезен говорит еще об одном сыне:
  - Гийом, получивший сеньорию Фурсе́, которую наследовал его сын, Бернар, потомство которого неизвестно. Тем не менее, современное семейство де Фурсе́ де Сен-Мон (фр. de Fourcès de Saint-Mont), на основании работы аббата Монлезена и ряда документов[3] настаивает на своем прямом происхождении от Бернара де Фурсе́.
- Он же, говоря о двух дочерях Жеро I, помимо Аделаис (Аделаиды) упоминает
  - Эльмиссанду, или согласно другим источникам, Бильбижу, жену дона Рамиро I, короля Арагона.